# 一遍聖絵

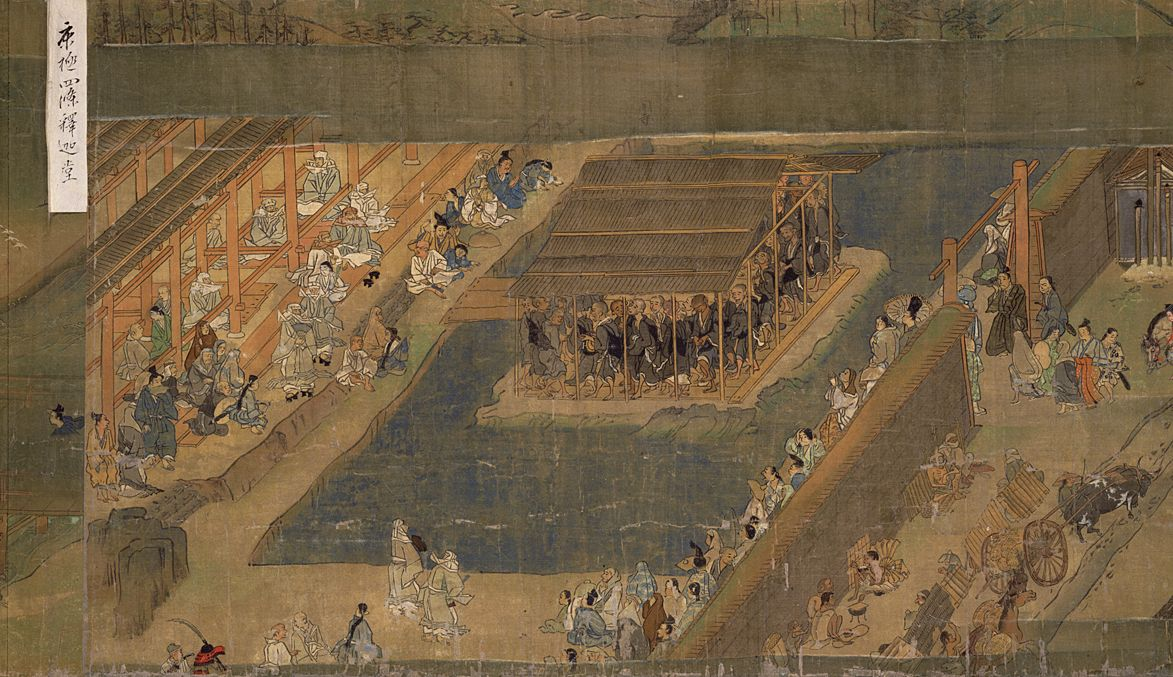
「一遍聖絵」第7巻 四条釈迦堂

一遍聖絵（いっぺんひじりえ）または、一遍上人絵伝（いっぺんしょうにんえでん） は、伊予国（現在の愛媛県）に生まれ浄土宗を修めたのち、新しく独自の宗旨である時宗を興した開祖一遍（遊行上人）を描いた絵巻。全12巻で構成。国宝。

## 概要
一遍の異母弟（一説には実弟または甥）でその弟子ともいわれる聖戒がその報恩のために作成した。奥書には、1299年（正安元年）一遍の弟子にあたる聖戒が詞書を起草し、法眼の地位にあった画僧の円伊が絵を描いたとある。
「一遍聖絵」は「六条縁起」または単に「聖絵」ともいう。絵巻では一遍の旅が描かれ、南は九州大隅正八幡宮から北は奥州江刺郡（岩手県北上市）にまで及び、聖戒はその作中で一遍に同行したり旅先から書状を受け取っている。
「一遍聖絵」は別名「六条縁起」と言われるように、他阿真教の「遊行派」に対して、自らの系統である「六条派」（時宗十二派の一つ。本寺は六条歓喜光寺）が一遍の正統的継承者であることを示そうとした編集意図も推察される。しかし後の遊行派の教団色が強く、一遍と遊行派開祖他阿真教を神格化する『遊行上人縁起絵』に比べると、教団色はさほど強くなく対照的である。
訪問地には熊野大社、善光寺、四天王寺など各地の寺社を含む。描写の写実性には議論がある点も含まれているが、鎌倉の風景などは同時代に描かれたものとして唯一のものとされる。

## 内容
全体的に人物を小さく扱い、背景の自然描写に大きな関心が注がれ、四季の風景を美しく描いた歌絵は名所図絵的な趣を伝える。
人物や建物の的確な描写には鎌倉時代の写実主義的な傾向が強く見られ、山水の描写には中国宋代の影響が指摘される。大和絵の伝統と外来の宋画の力強い表現を加えた作風は独得で、類似の作品が見られることなどから、「円伊派」の存在を推定する説もある。
詞書は、五彩に染めた絹布を料紙に、当時の能書家4人の筆で書きつづられる。

## 踊念仏
作中には、一遍による踊念仏が描写されている（小田切里の踊り念仏（4巻）、片瀬の浜の踊念仏（6巻）、関寺の踊念仏（7巻）、市屋道場の踊念仏（7巻）、上野の踊り屋の踊念仏（9巻）、淡路の二の宮の踊念仏（11巻））。踊りの舞台として高床の櫓を建て、その中で大勢の僧侶が一遍上人とともに輪になって歌い踊っている様子がうかがえる。
片瀬の浜の地蔵堂の推定跡地（片瀬3丁目まちかど公園）
一遍が踊念仏を行ったとされる片瀬の地蔵堂の推定地は、現在「片瀬3丁目まちかど公園」になっており、「一遍聖絵」第六巻を示したパネルがある。
| 片瀬3丁目まちかど公園の一遍聖絵の説明 |  | 説明パネル |
| 片瀬3丁目まちかど公園の一遍聖絵の説明 |  | 説明パネル |

## 現存作品
通称「歓喜光寺本」と通称「御影堂本」がある。
歓喜光寺本
国宝本は神奈川・清浄光寺蔵（京都・歓喜光寺旧蔵）。全12巻48段からなる。国宝指定名称は「絹本著色一遍上人絵伝」。第7巻の絵は後補で、元の第7巻は江戸時代後期に歓喜光寺から流出し、原富太郎（原三溪）らの所蔵を経て、第2次大戦後、現在東京国立博物館が所蔵する。
御影堂本
新善光寺（長浜市）が移転する前の六条「御影堂」が六条道場歓喜光寺に隣り合って位置していた時の縁で、『一遍聖絵』を借り受けて複写し、『一遍聖絵』御影堂本となった。近代に入って流出し、前田侯爵家を経て尊経閣文庫と奈良県の山林王が所有している。

## ギャラリー

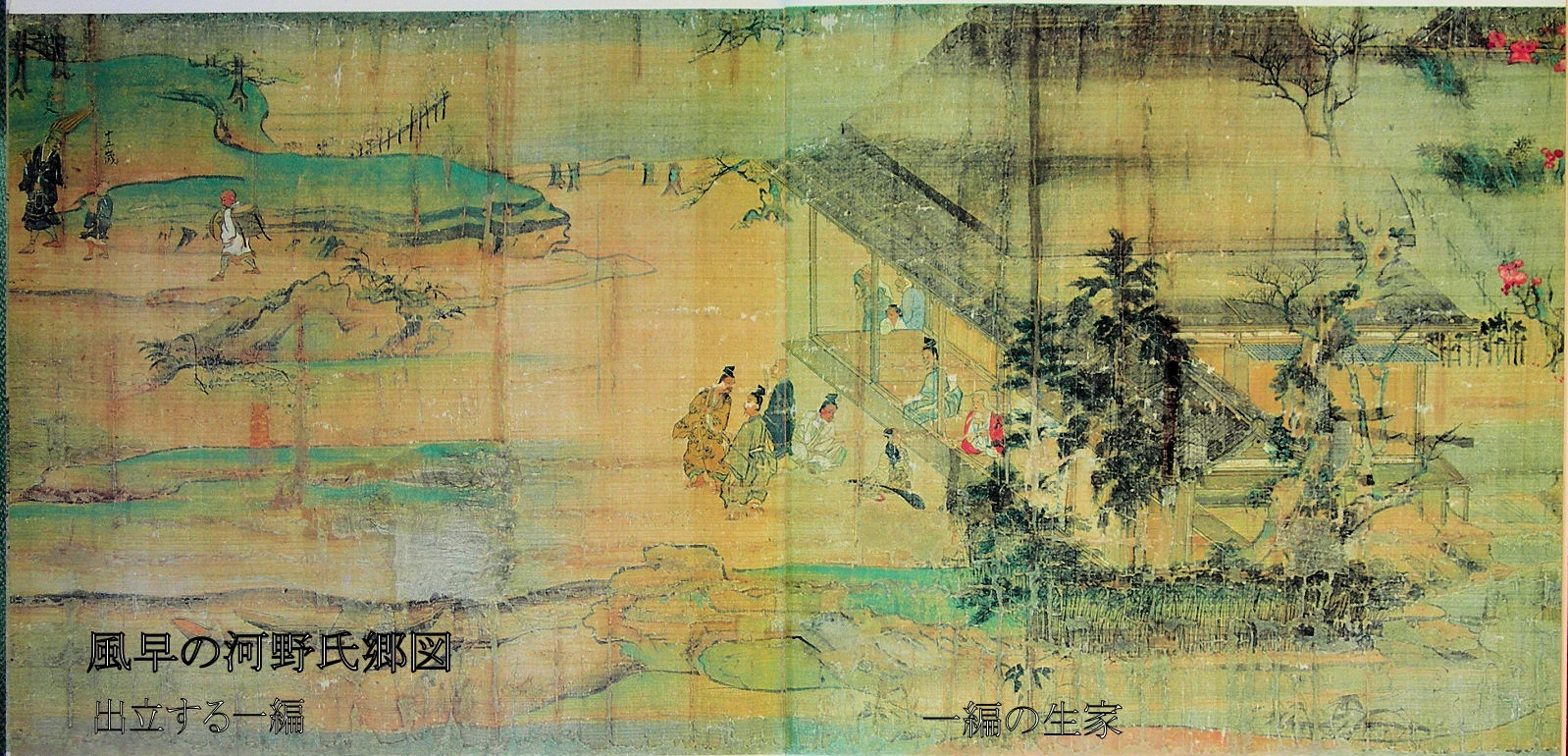
伊予国河野氏居館
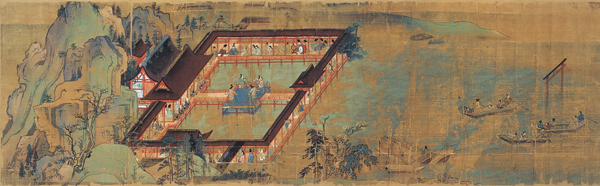
安芸国厳島
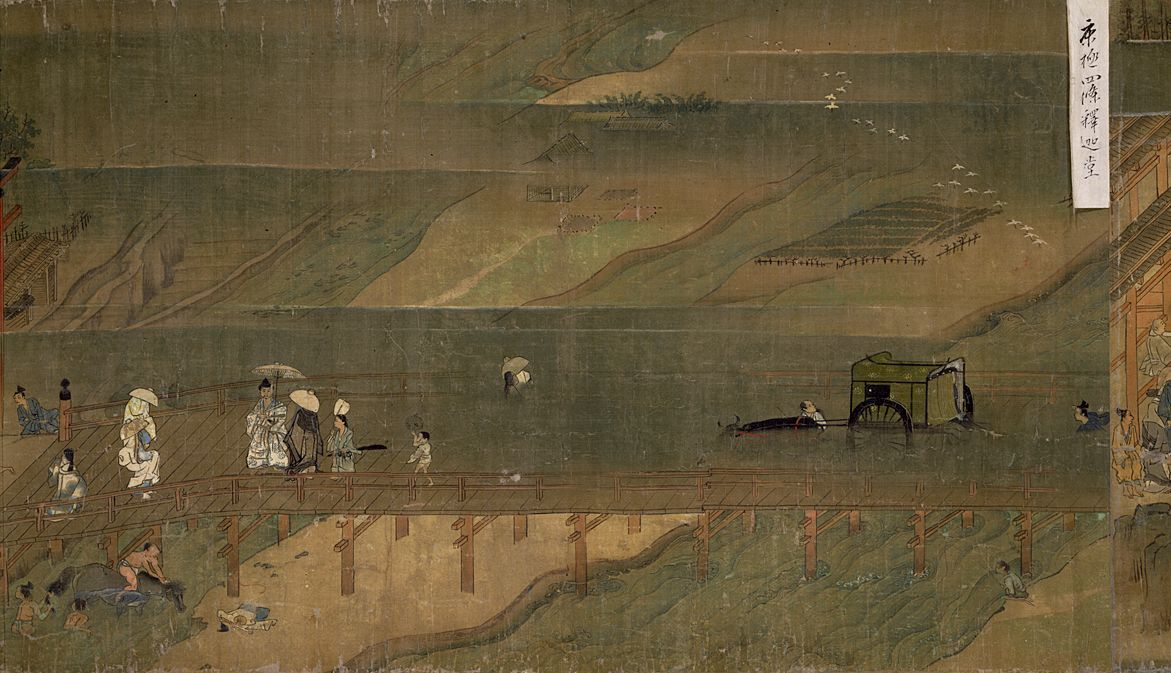
四条釈迦堂
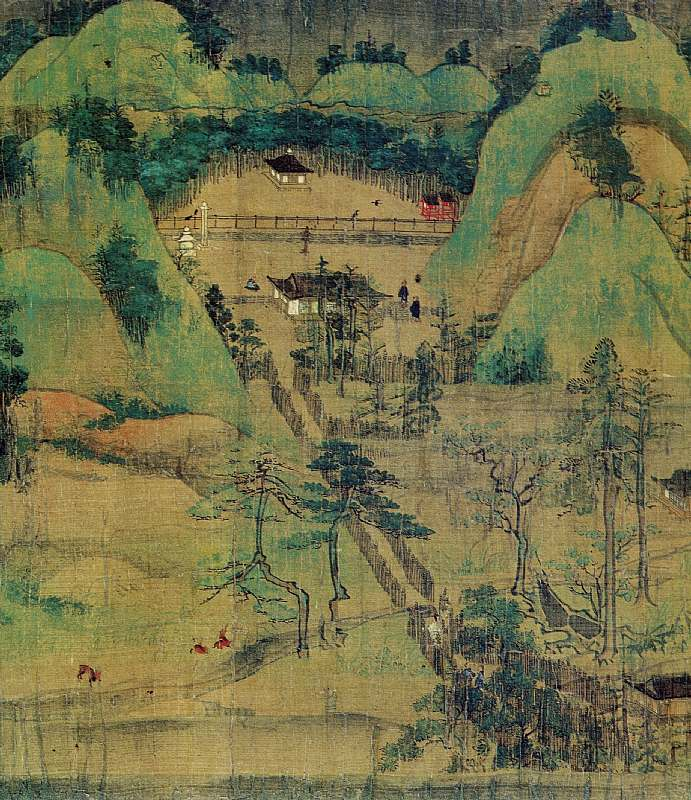
紀伊国高野山
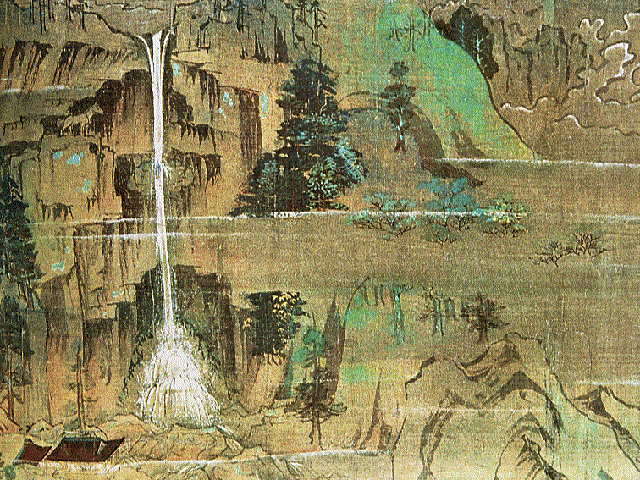
熊野､那智ノ滝
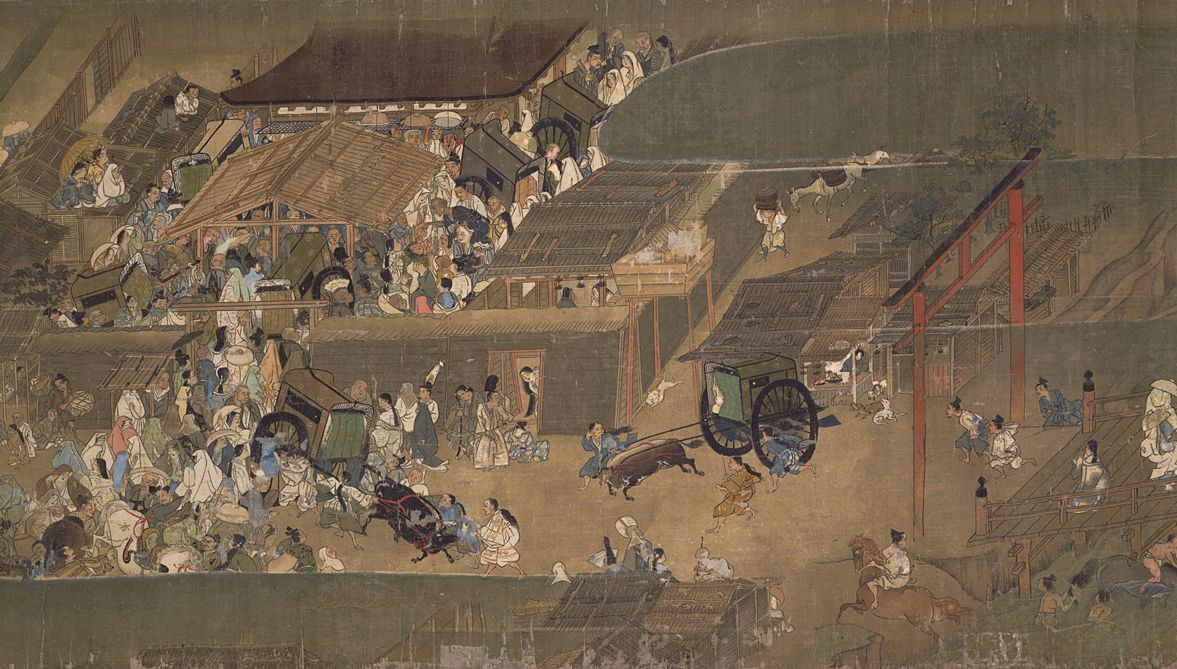
京都の群衆

## 関連図書
- 渋沢敬三・神奈川大学日本常民文化研究所編『新版 絵巻物による日本常民生活絵引 第2巻』（平凡社、1984年）
- 小松茂美編『日本の絵巻20　一遍上人絵伝』（中央公論社、1988年）
- 橘俊道・梅谷茂樹訳『一遍上人全集 一遍聖絵　播州法語集 他』（春秋社、1989年）
- 聖戒編『一遍聖絵』（大橋俊雄校注、岩波文庫、2000年）
- 『国宝 一遍聖絵』（遊行寺宝物館発行、2015年）
- 『国宝 一遍聖絵の全貌』（遊行寺宝物館監修・五味文彦編、高志書院、2019年）
- 五味文彦『『一遍聖絵』の世界』（吉川弘文館、2021年）ISBN　9784642083966